# Doyle Wolfgang von Frankenstein

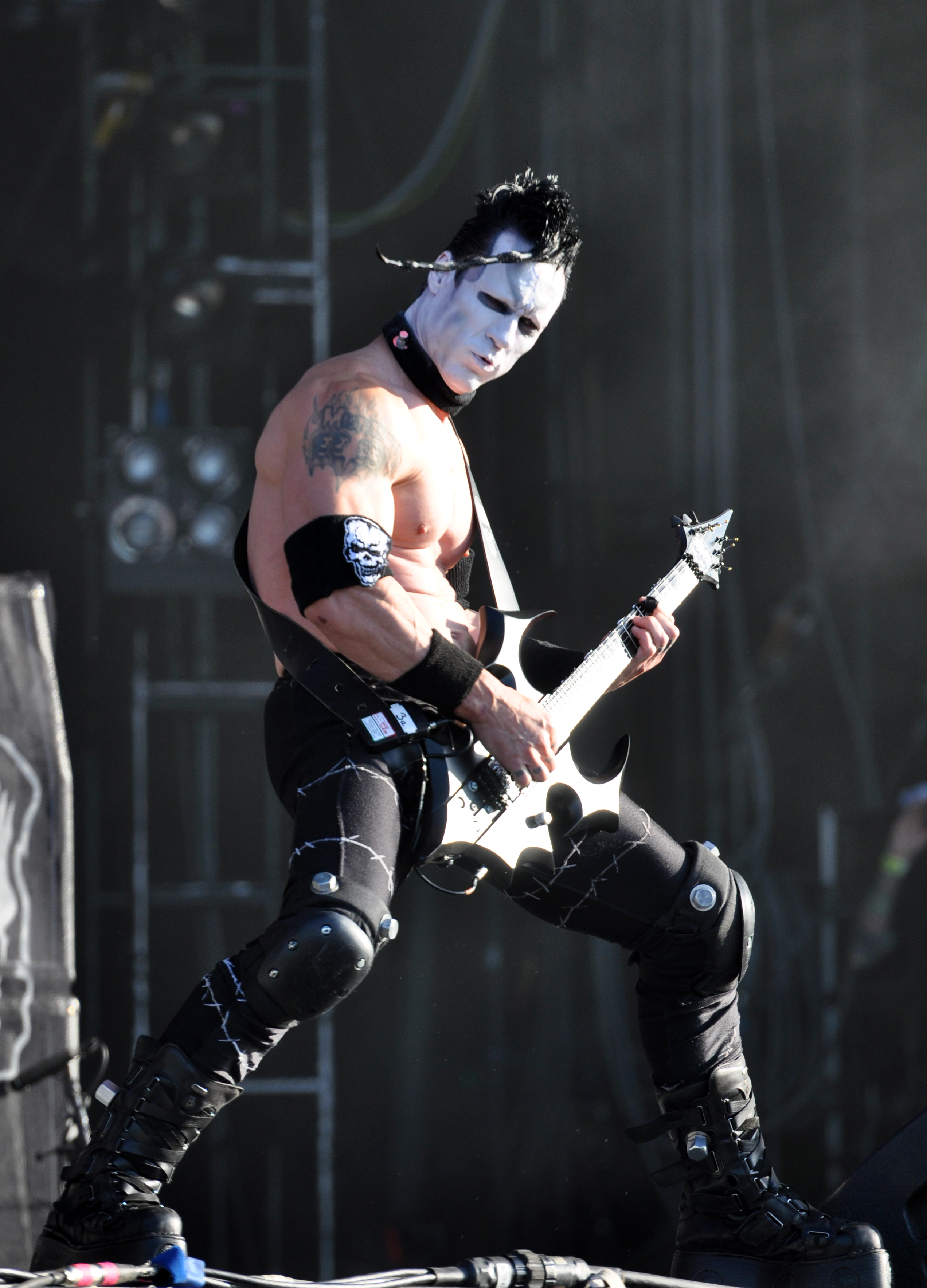
Von Frankenstein mit der Band Danzig beim Wacken Open Air 2013

Paul Doyle Caiafa (* 15. September 1964 in Lodi, New Jersey) alias Doyle Wolfgang von Frankenstein ist ein US-amerikanischer Rockmusiker, der insbesondere durch seine Tätigkeit als Gitarrist der Horrorpunkband Misfits bekannt wurde.

## Karriere
Von Frankenstein stieß 1979 zu den zwei Jahre zuvor gegründeten Misfits, spielte seinen ersten offiziellen Auftritt jedoch erst an Halloween 1980, und war zu diesem Zeitpunkt gerade erst 16 Jahre alt. Im Gegensatz zu vielen weiteren zeitweise an der Band beteiligten Musikern behielt er seinen Platz lange Jahre. Nachdem sich die Misfits unter Glenn Danzig 1983 getrennt hatten, gründete er gemeinsam mit seinem Bruder Jerry Only die Band Kryst the Conqueror, mit denen er ein Album einspielte, das allerdings niemals offiziell veröffentlicht wurde. Einige Lieder davon wurden stattdessen 1989 auf einer Deliver Us from Evil betitelten EP herausgebracht. 1995 löste sich die Band wieder auf, zeitgleich wurden die Misfits in neuer Besetzung wiederbelebt. Kurz nach der Jahrtausendwende stieg von Frankenstein allerdings aus. In einem später geführten Gespräch nannte er als Grund, dass durch die zahlreichen Mitgliederwechsel in der Band der nötige Zusammenhalt und die Identifikation fehlten. In einem Gespräch mit dem Magazin Kin Kats äußerte er 2009: „Es gab keine Bandstruktur und keinen Sänger. Und es gibt immer noch keinen Sänger oder neues Material. Das war nicht das, was ich wollte. Ich wollte eine neue Band mit eigenem Material, keine Coverband. Aber jemand sah das anders.“
Seit 2005 arbeitet er an seinem eigenen Bandprojekt, Gorgeous Frankenstein. Im selben Jahr war er als Gast an der Tournee der Band Danzig seines ehemaligen Misfits-Kollegen Glenn Danzig beteiligt. Gemeinsam spielten sie dort einige Klassiker ihrer früheren Band. Für viele war das Zusammenwirken auf Grund der rechtlichen Auseinandersetzungen, die Glenn Danzig nach der Trennung von den Misfits mit den anderen Bandmitgliedern führte, überraschend.

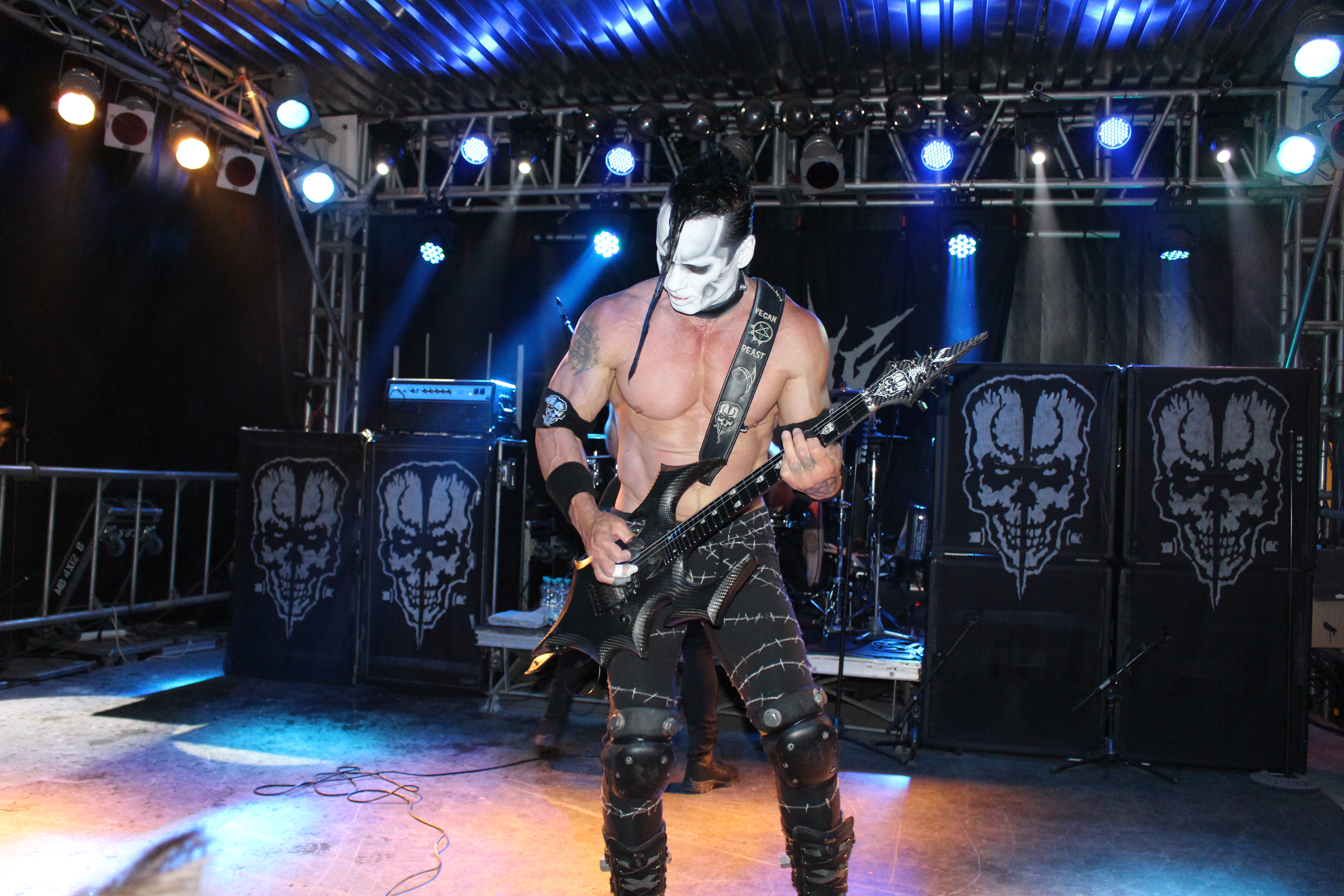
Doyle im Musikclub 7er in Mannheim (2022)

## Equipment
Seit seinen Anfängen bei den Misfits spielt von Frankenstein seine mit der Zeit wechselnden Gitarren über Ampeg Lee Jackson Endstufen, die eigentlich als Bassverstärker konstruiert wurden. In der Zeit von 1980 bis 1987 spielte er entweder eine Ibanez Iceman Gitarre oder eine B.C. Rich Mockingbird (beide in schwarz). Seit 1987 spielt er ausschließlich selbst entworfene Gitarren, die unter dem Namen Annihilator bekannt wurden. Die ersten Modelle waren aus Holz gefertigt, seit einigen Jahren spielt er aber ein Modell aus CFK und Metall, welches er auch selbst hergestellt hat. Der amerikanische Hersteller Oktober Guitars bietet Nachbauten dieser Gitarren an. Die Saiten seiner Wahl sind sein Signature-Modell von Dean Markley, die unter dem Namen Skullbusters laufen. Auch Bruder Jerry hat ein Signature-Modell bekommen; sinnigerweise jedoch für den Bass.

## Persönliches
- Von Frankensteins Bruder Gerald Caiafa, bekannt als Jerry Only, ist Bassist und Gründungsmitglied der Misfits. Dieser, und Sänger Glenn Danzig, brachten von Frankenstein im Alter von 13 Jahren das Gitarrenspiel bei. Das Verhältnis zu seinem Bruder bezeichnet von Frankenstein heute als zerrüttet. Sie hätten keinen Kontakt, Gerald spreche nicht mehr mit ihm.[6]

- Von Frankenstein war mit Stephanie Bellars, der unter dem Namen Gorgeous George bekannt gewordenen früheren Frau und Managerin des Wrestlers Randy Savage, verheiratet. Die beiden haben eine Tochter, die sie aus Verehrung für den Schauspieler Boris Karloff Boriss nannten. Insgesamt hat von Frankenstein vier Kinder.

- Der muskulöse von Frankenstein war kurzzeitig ebenfalls in der Wrestling-Szene aktiv.

- Seine charakteristische Frisur, die „Devillock“ schafft von Frankenstein sich, laut eigenen Angaben, mit Hilfe des Gleitgels K-Y Jelly: „Andere Leute nehmen es, um sich Dinge in den Hintern zu schieben, ich style damit meine Haare. Es brennt nicht in den Augen, enthält keinen Alkohol und trocknet schnell. Aber ich fixiere die Devillock zusätzlich mit elastischen Bändern.“[7]

- Seit 2014 ist er in einer Beziehung mit der 21 Jahre jüngeren Alissa White-Gluz, Sängerin der Metal-Band Arch Enemy.

- Seit 2017 leidet von Frankenstein an einer partiellen Blindheit, da sich während einer Tournee die Netzhaut eines seiner Augen ablöste, woraufhin er sich vier Operationen unterziehen musste.[8]

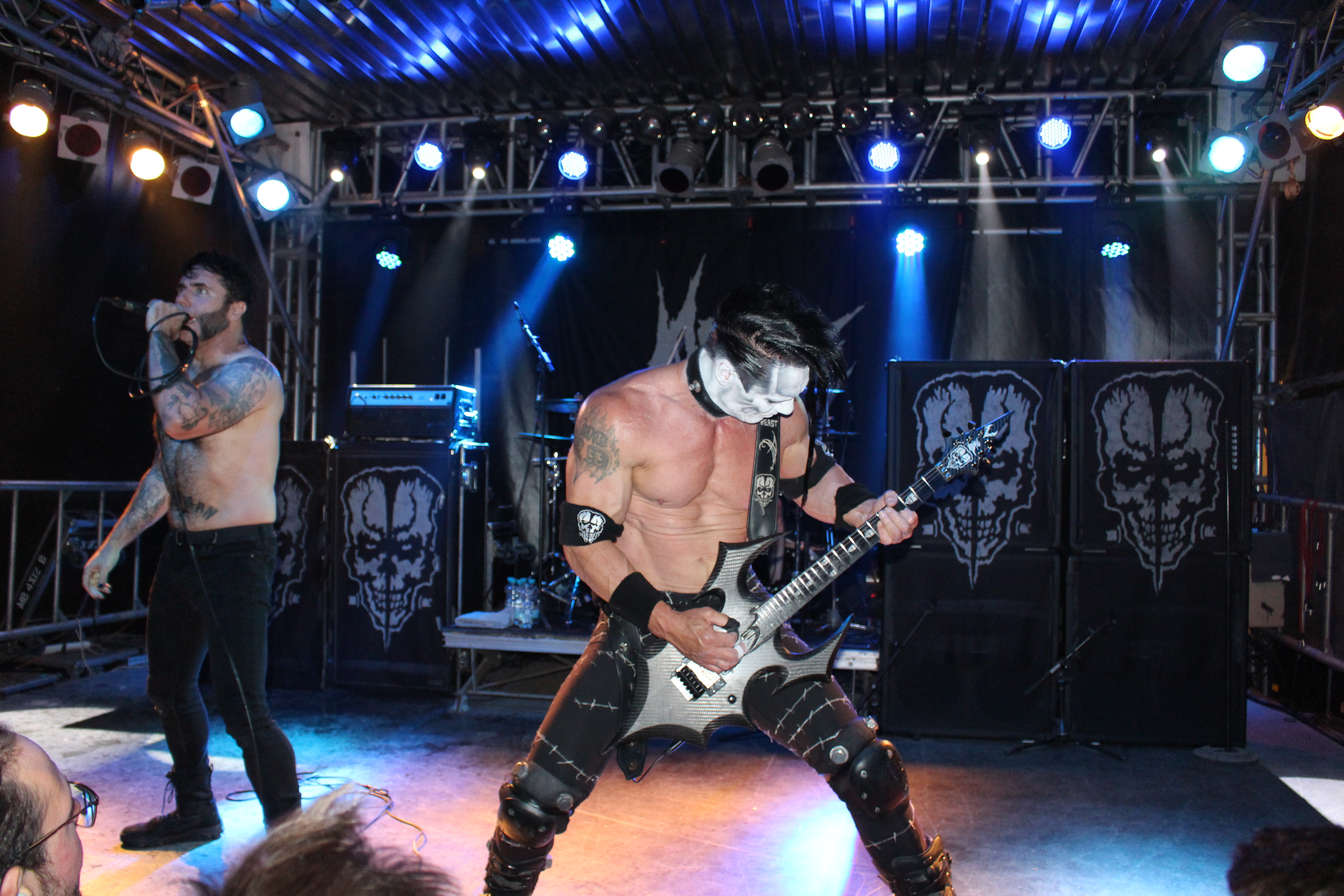
Horrorpunkband Doyle im Mannheimer 7er-Club (2022)

## Sonstiges
Von Frankensteins Annihilator-Gitarre war auch Bestandteil seiner von 20th Century Toys herausgebrachten Action-Figur, die ihn in Misfits-Montur darstellte.

## Diskografie (Alben)

### Misfits
- 1981: 3 Hits from Hell (EP)
- 1982: Walk Among Us
- 1982: Evilive (Live-EP)
- 1983: Earth A.D./Wolfs Blood

- 1997: American Psycho
- 1998: Evilive II
- 1999: Famous Monsters
- 2001: Cuts from the Crypt

### Kryst the Conqueror
- 1989: Deliver Us from Evil (EP)

### Gorgeous Frankenstein
- 2007: Gorgeous Frankenstein

### Doyle
- 2013: Abominator
- 2018: As We Die (Doyle 2)

## Singles
- 1981 – Who Killed Marilyn? (Glenn Danzig)
- 1981 – Halloween
- 1997 – Dig Up Her Bones
- 1998 – I Wanna Be a NY Ranger (mit John Cafiero)
- 1999 – Scream!
- 1999 – Monster Mash